# Swindon Town Football Club 2018-2019
Questa voce raccoglie le informazioni riguardanti il Swindon Town Football Club nelle competizioni ufficiali della stagione 2018-2019.

## Rosa
| N. |                        | Ruolo | Calciatore         |
| -- | ---------------------- | ----- | ------------------ |
| 12 | Inghilterra (bandiera) | P     | Will Henry         |
| 39 | Inghilterra (bandiera) | P     | Archie Matthews    |
| 23 | Inghilterra (bandiera) | P     | Luke McCormick     |
| 1  | Cile (bandiera)        | P     | Lawrence Vigouroux |
| 33 | Inghilterra (bandiera) | D     | Tom Broadbent      |
| 19 | Irlanda (bandiera)     | D     | Canice Carroll     |
| 25 | Inghilterra (bandiera) | D     | Dion Conroy        |
| 34 | Inghilterra (bandiera) | D     | Taylor Curran      |
| 24 | Inghilterra (bandiera) | D     | Kyle Knoyle        |
| 29 | Inghilterra (bandiera) | D     | Ali Koiki          |
| 6  | Inghilterra (bandiera) | D     | Oliver Lancashire  |
|    | Scozia (bandiera)      | D     | Chris Robertson    |
| 23 | Inghilterra (bandiera) | D     | Joe Romanski       |
| 32 | Inghilterra (bandiera) | D     | Luke Woolfenden    |
| 37 | Inghilterra (bandiera) | C     | Kyle Bennett       |
| 20 | Francia (bandiera)     | C     | Toumani Diagouraga |
| 3  | Galles (bandiera)      | C     | Michael Doughty    |

| N. |                        | Ruolo | Calciatore          |
| -- | ---------------------- | ----- | ------------------- |
| 8  | Inghilterra (bandiera) | C     | James William Dunne |
| 26 | Inghilterra (bandiera) | C     | Jordan Edwards      |
| 4  | Inghilterra (bandiera) | C     | Jak McCourt         |
| 36 | Australia (bandiera)   | C     | Cameron McGilp      |
| 7  | Inghilterra (bandiera) | C     | Jermaine McGlashan  |
| 30 | Inghilterra (bandiera) | C     | Danny Rose          |
| 16 | Inghilterra (bandiera) | C     | Martin Smith        |
| 31 | Inghilterra (bandiera) | C     | Matthew Taylor      |
| 30 | Inghilterra (bandiera) | A     | Keshi Anderson      |
| 38 | Inghilterra (bandiera) | A     | Jacob Bancroft      |
| 14 | Inghilterra (bandiera) | A     | Ellis Iandolo       |
| 28 | Inghilterra (bandiera) | A     | Sol Pryce           |
| 17 | Inghilterra (bandiera) | A     | Marc Richards       |
| 35 | Giamaica (bandiera)    | A     | Theo Robinson       |
| 22 | Inghilterra (bandiera) | A     | Kaiyne Woolery      |
| 26 | Scozia (bandiera)      | A     | Jordan Young        |

## Organigramma societario
Area tecnica
- Allenatore: Richie Wellens
- Allenatore in seconda: Noel Hunt, Matthew Taylor
- Preparatore dei portieri:
- Preparatori atletici:

## Risultati

### League Two

#### Girone di andata
| Arbitro: | Lewis |

|                                     |           |                 |
| Doughty 48’, 90’ (rig.), 90’ (rig.) | Marcatori | 46’, 55’ Arthur |

| Arbitro: | Salisbury |

|                                                      |           |                    |
| Akinde 10’ (rig.) Bostwick 29’ Toffolo 79’ Green 82’ | Marcatori | 44’ (rig.) Doughty |

| Arbitro: | Young |

|                                       |           |                       |
| Adebayo 20’ Richards 60’ Romanski 73’ | Marcatori | 10’ Smith 13’ Norwood |

| Arbitro: | Breakspear |

|                        |           |                        |
| Palmer 51’, 90’ (rig.) | Marcatori | 13’ Dunne 37’ Anderson |

| Arbitro: | Davies |

|           |           |                    |
| Doidge 5’ | Marcatori | 11’ (rig.) Doughty |

| Arbitro: | Kettle |

|             |           |          |
| Adebayo 90’ | Marcatori | 4’ Walsh |

| Arbitro: | Marsden |

|  |           |             |
|  | Marcatori | 26’ Adebayo |

| Arbitro: | Johnson |

|                |           |                |
| Woolfenden 50’ | Marcatori | 19’, 56’ Moore |

| Arbitro: | Donohue |

|  |           |                                   |
|  | Marcatori | 59’ Alzate 79’ Taylor 89’ Adebayo |

| Swindon 29 settembre 2018, ore 15:00 WEST 10ª giornata | Swindon Town | 0 – 0 referto | Oldham Athletic | County Ground (6 181 spett.)\| Arbitro: \| Hicks \| |
| Arbitro:                                               | Hicks        |               |                 |                                                     |

| Arbitro: | Toner |

|          |           |  |
| Kirk 30’ | Marcatori |  |

| Arbitro: | Hair |

|            |           |             |
| Taylor 73’ | Marcatori | 60’ O'Toole |

| Arbitro: | Wright |

|                        |           |  |
| Forte 14’ Stockley 63’ | Marcatori |  |

| Swindon 20 ottobre 2018, ore 15:00 WEST 14ª giornata | Swindon Town | 0 – 0 referto | Mansfield Town | County Ground (6 208 spett.)\| Arbitro: \| Coggins \| |
| Arbitro:                                             | Coggins      |               |                |                                                       |

| Arbitro: | Donohue |

|  |           |                              |
|  | Marcatori | 11’ Thompson-Lambe 12’ Brown |

| Arbitro: | Joyce |

|              |           |                              |
| Hemmings 40’ | Marcatori | 65’ Alzate 80’ (aut.) Turley |

| Arbitro: | Whitestone |

|              |           |  |
| Szmodics 45’ | Marcatori |  |

| Arbitro: | Salisbury |

|  |           |                                        |
|  | Marcatori | 41’ Nadesan 46’, 65’ Slater 54’ Devitt |

| Arbitro: | Wright |

|  |           |             |
|  | Marcatori | 11’ Adebayo |

| Arbitro: | Breakspear |

|                        |           |                        |
| Pryce 1’, 45’ Twine 6’ | Marcatori | 14’ Cuthbert 78’ Byrom |

| Arbitro: | Whitestone |

|                        |           |           |
| Doughty 1’ Woolery 82’ | Marcatori | 47’ Amond |

| Arbitro: | Oldham |

|                        |           |            |
| Thomas 26’ (rig.), 61’ | Marcatori | 28’ Taylor |

| Swindon 22 dicembre 2018, ore 15:00 WET 23ª giornata | Swindon Town | 0 – 0 referto | Cheltenham Town | County Ground (7 026 spett.)\| Arbitro: \| Collins \| |
| Arbitro:                                             | Collins      |               |                 |                                                       |

#### Girone di ritorno
| Arbitro: | Coggins |

|             |           |              |
| Williams 6’ | Marcatori | 63’ Anderson |

| Mansfield 29 dicembre 2018, ore 15:00 WET 25ª giornata | Mansfield Town | 0 – 0 referto | Swindon Town | One Call Stadium (5 311 spett.)\| Arbitro: \| Kettle \| |
| Arbitro:                                               | Kettle         |               |              |                                                         |

| Arbitro: | Kinseley |

|  |           |                              |
|  | Marcatori | 37’ (rig.) Forte 69’ Collins |

| Arbitro: | Oldham |

|           |           |                          |
| Marsh 14’ | Marcatori | 37’ Richards 90’ McCourt |

| Arbitro: | Toner |

|                         |           |                           |
| Doughty 55’ (rig.), 88’ | Marcatori | 39’ Shackell 45’ McCartan |

| Arbitro: | Joyce |

|             |           |                          |
| Norwood 52’ | Marcatori | 20’ Richards 36’ Doughty |

| Arbitro: | Swabey |

|  |           |            |
|  | Marcatori | 45’ Morais |

| Arbitro: | Sarginson |

|                       |           |                                      |
| Hesketh 60’ Agard 88’ | Marcatori | 34’, 73’ (rig.) Doughty 60’ Anderson |

| Arbitro: | Coote |

|                          |           |  |
| Woolery 36’ Robinson 44’ | Marcatori |  |

| Arbitro: | Hair |

|              |           |             |
| Robinson 74’ | Marcatori | 76’ Hendrie |

| Arbitro: | Yates |

|                                        |           |  |
| Carroll 39’ Woolfenden 41’ Bennett 66’ | Marcatori |  |

| Arbitro: | Toner |

|                     |           |             |
| Hope 13’ O'Hare 79’ | Marcatori | 39’ Bennett |

| Arbitro: | Hicks |

|                      |           |  |
| Revell 36’ Chair 90’ | Marcatori |  |

| Swindon 16 marzo 2019, ore 15:00 WET 38ª giornata | Swindon Town | 0 – 0 referto | Port Vale | County Ground (6 322 spett.)\| Arbitro: \| Drysdale \| |
| Arbitro:                                          | Drysdale     |               |           |                                                        |

| Arbitro: | Kinseley |

|                                                 |           |  |
| Robinson 10’ Woolery 42’ Conroy 66’ Bennett 81’ | Marcatori |  |

| Arbitro: | Oldham |

|             |           |                               |
| Maynard 28’ | Marcatori | 25’, 57’ Woolery 88’ Robinson |

| Arbitro: | Bramall |

|              |           |             |
| Anderson 45’ | Marcatori | 90’ Gafaiti |

| Newport 9 aprile 2019, ore 19:45 WEST 33ª giornata | Newport County | 0 – 0 referto | Swindon Town | Rodney Parade (3 314 spett.)\| Arbitro: \| Johnson \| |
| Arbitro:                                           | Johnson        |               |              |                                                       |

| Arbitro: | Coy |

|                          |           |                                |
| Edmundson 7’ Branger 70’ | Marcatori | 45’ (rig.) Doughty 60’ Bennett |

| Cambridge 19 aprile 2019, ore 15:00 WEST 43ª giornata | Cambridge Utd | 0 – 0 referto | Swindon Town | Abbey Stadium (4 380 spett.)\| Arbitro: \| Huxtable \| |
| Arbitro:                                              | Huxtable      |               |              |                                                        |

| Arbitro: | Collins |

|                    |           |                |
| Doughty 63’ (rig.) | Marcatori | 3’, 45’ Porter |

| Arbitro: | Nield |

|                                             |           |                           |
| Woolfenden 26’ (aut.) Waters 30’ Dawson 37’ | Marcatori | 84’ Robinson 90’ Richards |

| Arbitro: | Martin |

|                               |           |                     |
| Woolery 69’ Robinson 74’, 90’ | Marcatori | 52’ (rig.) Hemmings |

### FA Cup
| Arbitro: | Brook |

|                      |           |              |
| Twine 12’ Alzate 76’ | Marcatori | 43’ Ferguson |

| Arbitro: | Donohue |

|  |           |          |
|  | Marcatori | 54’ Hyde |

### Coppa di Lega
| Arbitro: | Webb |

|  |           |              |
|  | Marcatori | 60’ Campbell |

## Statistiche

### Statistiche di squadra
| Competizione  | Punti | In casa | In casa | In casa | In casa | In casa | In casa | In trasferta | In trasferta | In trasferta | In trasferta | In trasferta | In trasferta | Totale | Totale | Totale | Totale | Totale | Totale | DR |
| Competizione  | Punti | G       | V       | N       | P       | Gf      | Gs      | G            | V            | N            | P            | Gf           | Gs           | G      | V      | N      | P      | Gf     | Gs     | DR |
| ------------- | ----- | ------- | ------- | ------- | ------- | ------- | ------- | ------------ | ------------ | ------------ | ------------ | ------------ | ------------ | ------ | ------ | ------ | ------ | ------ | ------ | -- |
| League Two    | 64    | 23      | 8       | 9       | 6       | 31      | 27      | 23           | 8            | 7            | 8            | 28           | 29           | 46     | 16     | 16     | 14     | 59     | 56     | +3 |
| FA Cup        | -     | 2       | 1       | 0       | 1       | 2       | 2       | 0            | 0            | 0            | 0            | 0            | 0            | 2      | 1      | 0      | 1      | 2      | 2      | 0  |
| Coppa di Lega | -     | 1       | 0       | 0       | 1       | 0       | 1       | 0            | 0            | 0            | 0            | 0            | 0            | 1      | 0      | 0      | 1      | 0      | 1      | -1 |
| Totale        | -     | 26      | 9       | 9       | 8       | 33      | 30      | 23           | 8            | 7            | 8            | 28           | 29           | 49     | 17     | 16     | 16     | 61     | 59     | +2 |

### Andamento in campionato
| Giornata  | 1 | 2  | 3 | 4 | 5  | 6  | 7 | 8  | 9 | 10 | 11 | 12 | 13 | 14 | 15 | 16 | 17 | 18 | 19 | 20 | 21 | 22 | 23 | 24 | 25 | 26 | 27 | 28 | 29 | 30 | 31 | 32 | 33 | 34 | 35 | 36 | 37 | 38 | 39 | 40 | 41 | 42 | 43 | 44 | 45 | 46 |
| --------- | - | -- | - | - | -- | -- | - | -- | - | -- | -- | -- | -- | -- | -- | -- | -- | -- | -- | -- | -- | -- | -- | -- | -- | -- | -- | -- | -- | -- | -- | -- | -- | -- | -- | -- | -- | -- | -- | -- | -- | -- | -- | -- | -- | -- |
| Luogo     | C | T  | C | T | T  | C  | T | C  | T | C  | T  | C  | T  | C  | C  | T  | T  | C  | T  | C  | C  | T  | C  | T  | T  | C  | T  | C  | T  | C  | T  | C  | C  | C  | T  | T  | C  | C  | T  | C  | T  | T  | T  | C  | T  | C  |
| Risultato | V | P  | V | N | N  | N  | V | P  | V | N  | P  | N  | P  | N  | P  | V  | P  | P  | V  | V  | V  | P  | N  | N  | N  | P  | V  | N  | V  | P  | V  | V  | N  | V  | P  | P  | N  | V  | V  | N  | N  | N  | N  | P  | P  | V  |
| Posizione | 6 | 14 | 6 | 7 | 11 | 12 | 9 | 15 | 9 | 10 | 12 | 14 | 14 | 14 | 15 | 14 | 17 | 18 | 14 | 12 | 11 | 13 | 13 | 13 | 14 | 14 | 13 | 12 | 11 | 14 | 12 | 11 | 11 | 10 | 10 | 10 | 12 | 13 | 11 | 11 | 11 | 11 | 12 | 14 | 14 | 13 |

Legenda:

Luogo: C = Casa; T = Trasferta. Risultato: V = Vittoria; N = Pareggio; P = Sconfitta.

### Statistiche dei giocatori
| Giocatore     | League Two | League Two | League Two  | League Two | FA Cup   | FA Cup | FA Cup      | FA Cup     | Coppa di Lega | Coppa di Lega | Coppa di Lega | Coppa di Lega | Totale   | Totale | Totale      | Totale     |
| Giocatore     | Presenze   | Reti       | Ammonizioni | Espulsioni | Presenze | Reti   | Ammonizioni | Espulsioni | Presenze      | Reti          | Ammonizioni   | Espulsioni    | Presenze | Reti   | Ammonizioni | Espulsioni |
| ------------- | ---------- | ---------- | ----------- | ---------- | -------- | ------ | ----------- | ---------- | ------------- | ------------- | ------------- | ------------- | -------- | ------ | ----------- | ---------- |
| W. Henry      | -          | -          | -           | -          | -        | -      | -           | -          | -             | -             | -             | -             | -        | -      | -           | -          |
| A. Matthews   | -          | -          | -           | -          | -        | -      | -           | -          | -             | -             | -             | -             | -        | -      | -           | -          |
| L. McCormick  | 17         | 0          | 0           | 0          | 1        | 0      | 0           | 0          | -             | -             | -             | -             | 18       | 0      | 0           | 0          |
| L. Vigouroux  | 29         | 0          | 2           | 0          | 1        | 0      | 0           | 0          | 1             | 0             | 0             | 0             | 31       | 0      | 2           | 0          |
| T. Broadbent  | 12         | 0          | 0           | 0          | -        | -      | -           | -          | -             | -             | -             | -             | 12       | 0      | 0           | 0          |
| C. Carroll    | 17         | 1          | 5           | 0          | -        | -      | -           | -          | -             | -             | -             | -             | 17       | 1      | 5           | 0          |
| D. Conroy     | 27         | 1          | 2           | 0          | 1        | 0      | 0           | 0          | -             | -             | -             | -             | 28       | 1      | 2           | 0          |
| T. Curran     | 1          | 0          | 0           | 0          | -        | -      | -           | -          | -             | -             | -             | -             | 1        | 0      | 0           | 0          |
| K. Knoyle     | 42         | 0          | 2           | 1          | 2        | 0      | 0           | 0          | 1             | 0             | 0             | 0             | 45       | 0      | 2           | 1          |
| A. Koiki      | 15         | 0          | 1           | 0          | -        | -      | -           | -          | -             | -             | -             | -             | 15       | 0      | 1           | 0          |
| O. Lancashire | 20         | 0          | 1           | 0          | 1        | 0      | 0           | 0          | 1             | 0             | 0             | 0             | 22       | 0      | 1           | 0          |
| C. Robertson  | -          | -          | -           | -          | -        | -      | -           | -          | -             | -             | -             | -             | -        | -      | -           | -          |
| J. Romanski   | 4          | 1          | 0           | 0          | -        | -      | -           | -          | 1             | 0             | 0             | 0             | 5        | 1      | 0           | 0          |
| L. Woolfenden | 32         | 2          | 5           | 0          | 2        | 0      | 0           | 0          | -             | -             | -             | -             | 34       | 2      | 5           | 0          |
| K. Bennett    | 15         | 4          | 2           | 0          | -        | -      | -           | -          | -             | -             | -             | -             | 15       | 4      | 2           | 0          |
| T. Diagouraga | 12         | 0          | 3           | 1          | -        | -      | -           | -          | 1             | 0             | 0             | 0             | 13       | 0      | 3           | 1          |
| M. Doughty    | 30         | 13         | 5           | 0          | 1        | 0      | 0           | 0          | 1             | 0             | 0             | 0             | 32       | 13     | 5           | 0          |
| J. Dunne      | 30         | 1          | 5           | 1          | 2        | 0      | 0           | 0          | -             | -             | -             | -             | 32       | 1      | 5           | 1          |
| J. Edwards    | -          | -          | -           | -          | -        | -      | -           | -          | -             | -             | -             | -             | -        | -      | -           | -          |
| J. McCourt    | 27         | 1          | 5           | 0          | 1        | 0      | 0           | 0          | -             | -             | -             | -             | 28       | 1      | 5           | 0          |
| C. McGilp     | 1          | 0          | 0           | 0          | -        | -      | -           | -          | -             | -             | -             | -             | 1        | 0      | 0           | 0          |
| J. McGlashan  | 24         | 0          | 4           | 0          | 1        | 0      | 0           | 0          | 1             | 0             | 0             | 0             | 26       | 0      | 4           | 0          |
| D. Rose       | 10         | 0          | 0           | 0          | -        | -      | -           | -          | -             | -             | -             | -             | 10       | 0      | 0           | 0          |
| M. Smith      | 11         | 0          | 0           | 0          | -        | -      | -           | -          | 1             | 0             | 0             | 0             | 12       | 0      | 0           | 0          |
| M. Taylor     | 33         | 3          | 2           | 1          | 1        | 0      | 0           | 0          | 1             | 0             | 0             | 0             | 35       | 3      | 2           | 1          |
| K. Anderson   | 43         | 4          | 5           | 0          | 2        | 0      | 0           | 0          | 1             | 0             | 0             | 0             | 46       | 4      | 5           | 0          |
| J. Bancroft   | 1          | 0          | 0           | 0          | -        | -      | -           | -          | -             | -             | -             | -             | 1        | 0      | 0           | 0          |
| E. Iandolo    | 15         | 0          | 3           | 0          | 2        | 0      | 0           | 0          | -             | -             | -             | -             | 17       | 0      | 3           | 0          |
| S. Pryce      | 2          | 2          | 0           | 0          | 1        | 0      | 0           | 0          | -             | -             | -             | -             | 3        | 2      | 0           | 0          |
| M. Richards   | 31         | 4          | 1           | 0          | -        | -      | -           | -          | -             | -             | -             | -             | 31       | 4      | 1           | 0          |
| T. Robinson   | 16         | 7          | 1           | 0          | -        | -      | -           | -          | -             | -             | -             | -             | 16       | 7      | 1           | 0          |
| K. Woolery    | 29         | 6          | 2           | 0          | -        | -      | -           | -          | -             | -             | -             | -             | 29       | 6      | 2           | 0          |
| J. Young      | -          | -          | -           | -          | -        | -      | -           | -          | -             | -             | -             | -             | -        | -      | -           | -          |
| E. Adebayo    | 24         | 5          | 6           | 0          | 2        | 0      | 0           | 0          | 1             | 0             | 0             | 0             | 27       | 5      | 6           | 0          |
| S. Alzate     | 22         | 2          | 2           | 0          | 2        | 1      | 0           | 0          | 1             | 0             | 0             | 0             | 25       | 3      | 2           | 0          |
| B. House      | 6          | 0          | 0           | 0          | -        | -      | -           | -          | -             | -             | -             | -             | 6        | 0      | 0           | 0          |
| S. Nelson     | 20         | 0          | 7           | 0          | 1        | 0      | 0           | 0          | 1             | 0             | 0             | 0             | 22       | 0      | 7           | 0          |
| S. Twine      | 14         | 1          | 0           | 0          | 2        | 1      | 0           | 0          | -             | -             | -             | -             | 16       | 2      | 0           | 0          |